# Luke Pearce

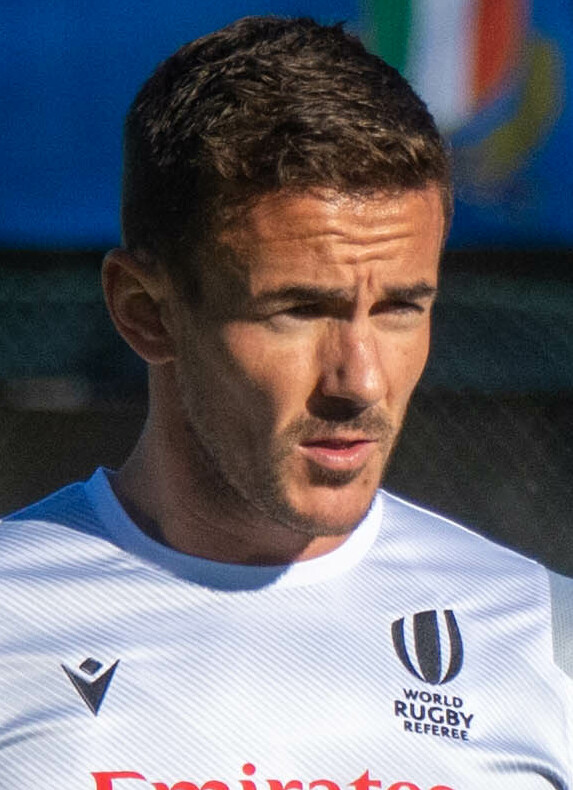
Luke Pearce

Luke Pearce (* 13. November 1987 in Pontypool, Wales) ist ein englischer Rugby-Union-Schiedsrichter. Er ist regelmäßig bei Spielen der höchsten englischen Liga Premiership Rugby im Einsatz und nahm bisher an zwei Weltmeisterschaften teil.

## Biografie
Pearce wuchs in Exeter auf und trat 2005 im Alter von 16 Jahren der Schiedsrichtervereinigung der Grafschaft Devon bei. Zuvor hatte er Rugby auf Juniorenstufe bei den Saracens gespielt. Sein erstes Spiel auf regionaler Stufe leitete er im September 2005. Er stieg in der Hierarchie rasch auf, leitete als 21-Jähriger bereits seine erste Partie in der RFU Championship und wurde 2009 als jüngster Schiedsrichter ins nationale Gremium der Rugby Football Union aufgenommen. Im November 2009 übernahm er die Leitung des russischen Pokalfinales. Im September 2011 kam er zum ersten Mal in der Premiership zum Einsatz, in einem Spiel zwischen Gloucester Rugby und Worcester Warriors. In derselben Saison debütierte er auch in der World Rugby Sevens Series. Ebenso leitete er im November 2011 sein erstes Spiel auf europäischer Ebene, die Begegnung zwischen Stade Français und den București Wolves im European Challenge Cup 2011/12.
Im Februar 2013 leitete Pearce erstmals ein internationales Test Match, die Begegnung zwischen Rumänien und Russland im European Nations Cup. Später im selben Jahr wurde er vom IRB (jetzt World Rugby) als Schiedsrichter für die Juniorenweltmeisterschaft 2013 in Frankreich nominiert. 2014 hatte er seinen ersten Auftritt bei den Six Nations, als Schiedsrichterassistent von Steve Walsh bei der Begegnung zwischen Italien und Schottland. Es folgten weitere Einsätze als Assistent, unter anderem im November 2016 beim historischen ersten Sieg Irlands gegen Neuseeland. Im Juni 2017 folgte der erste Einsatz bei einem Test Match eines Teams der ersten Stärkeklasse (Argentinien gegen Georgien). Bei der Weltmeisterschaft 2019 war er Hauptschiedsrichter bei zwei Vorrundenpartien.
Pearce war im Mai 2021 für die Leitung des Finales des European Rugby Champions Cup 2020/21 zwischen Stade Rochelais und Stade Toulousain zuständig. Er war mit 33 Jahren der jüngste Schiedsrichter in der Geschichte dieses Wettbewerbs. Ein Jahr später leitete er das Finale des EPCR Challenge Cup 2021/22 zwischen Lyon Olympique Universitaire und dem RC Toulon. Pearce wurde für die Weltmeisterschaft 2023 nominiert.